# Piedmont (Spojené státy americké)
Piedmont (česky Předhůří) je oblast při východním pobřeží Spojených států amerických, tvoří předhůří Appalačského pohoří. Piedmont se rozkládá od státu New Jersey na severovýchodě až po Alabamu na jihu. Oblast má rozlohu okolo 210 000 km2, největší šířky dosahuje v Severní Karolíně, téměř 475 km, nejmenší šířku má na severu, pouze 20 km.

## Geografie
Z východu na Piedmont navazuje Atlantská pobřežní nížina, ze západu pak horské pásmo Blue Ridge. Piedmont je součástí Appalačského pohoří. Představuje mírně zvlněnou pahorkatinu, která směrem k východu přechází v nížinu. Nejvyšší nadmořské výšky dosahuje v Georgii 548 m, nejnižší je na území New Jersey a Pensylvánie 60 až 90 m. Nejčastější nadmořská výška je 300 až 400 m. Krajinu tvoří četná jezera, vodné řeky, listnaté lesy, pole a ovocné sady. Oblast je hustě osídlená, původní listnaté lesy se obvykle zachovaly jen na kopcích, většina území je zemědělsky využívaná.